# Antsahanoro
Antsahanoro is een commune in het noordoosten van Madagaskar, behorend tot het district Antalaha dat gelegen is in de regio Sava. Een volkstelling schatte in 2001 het inwonersaantal op 16.253. De stad biedt enkel lager onderwijs en beperkt middelbaar onderwijs aan. 98% van de bevolking werkt als landbouwer, 2% is actief in de dienstensector. De belangrijkste landbouwproducten zijn koffie, kruidnagel, rijst en vanille.